# Battlefield 1
Battlefield 1 är en förstapersonsskjutare utvecklat av Digital Illusions CE och utgivet av Electronic Arts den 21 oktober 2016 till Microsoft Windows, Playstation 4 och Xbox One. Trots sitt namn är det den fjortonde delen i Battlefield-serien, den första delen i serien sedan Battlefield 4 (2013) och det första datorspelet utgivet av Electronic Arts som utspelar sig under första världskriget sedan Wings of Glory från 1994. I spelet kan man spela för Tyska Kejsardömet, Österrike-Ungern, Kungariket Italien, Osmanska riket, Storbritannien och USA. I DLC:n They Shall Not Pass kan man även spela för Franska Armén. I DLC:n In the Name Of the Tsar kan man spela för bland annat röda armén mot Kejserliga ryska armen.

## Kampanjen
Kampanjen är en blandning av olika historier under olika tidsperioder.